# Волконская, Мария Владимировна
Мария Владимировна Волконская, урождённая Лугинина (9 мая 1875, Москва — 2 апреля 1960, Сан-Ремо, Италия) — русский живописец.

## Биография
Родилась в 1875 году в семье профессора химии Московского университета В. Ф. Лугинина. Впоследствии вышла замуж за князя А. П. Волконского.
Училась в Московском училище живописи, ваяния и зодчества, затем в парижской академии Гранд-Шомьер.
До 1917 года жила в Одессе. После Октябрьской революции эмигрировала во Францию.
Сын П. Г. Волконский также стал художником.

## Творчество
Писала светские портреты и пейзажи.
В 1910-е годы принимала участие в весенних выставках петербургской Академии художеств, выставлялась в парижских салонах Национального общества изящных искусств и Тюильри.
В 1917 году принимала участие в выставке Общества независимых художников.
Персональные выставки состоялись в 1921 (галерея «Бернхейм», Париж), 1923 (галерея Сен-Клу и галерея «Джевис Арт», Лондон), 1930, 1939 (галерея «Аллар», Париж) и 1957 годах.